# FLASH 〜BEST〜
『FLASH 〜BEST〜』（フラッシュ ベスト）は、日本のバンドTHE HIGH-LOWSのベスト・アルバムである。2006年1月1日発売。発売元はBMG JAPAN。

## 概要
- 初のベスト盤であり、すべてシングル曲から構成されている。
- CMにはダウンタウンの松本人志が出演した。
- THE HIGH-LOWSとして発売されたシングルでは、「グッドバイ」「Happy Go Lucky」「真夜中レーザーガン」「FLOWER」「ニューヨーク」「一人で大人 一人で子供/俺たちに明日は無い」「砂鉄」「スパイダー・ホップ」が今回の収録からは省略されている。

## 収録曲
| 全編曲: THE HIGH-LOWS。 |                                    |                      |       |
| #                       | タイトル                           | 作詞・作曲           | 時間  |
| 1.                      | 「ミサイルマン」                   | 甲本ヒロト           | 3:53  |
| 2.                      | 「スーパーソニックジェットボーイ」 | 真島昌利             | 4:23  |
| 3.                      | 「胸がドキドキ」                   | 甲本ヒロト、真島昌利 | 4:23  |
| 4.                      | 「相談天国」                       | 真島昌利             | 4:10  |
| 5.                      | 「ロッキンチェアー」               | 甲本ヒロト           | 3:28  |
| 6.                      | 「月光陽光」                       | 真島昌利             | 4:34  |
| 7.                      | 「千年メダル」                     | 甲本ヒロト           | 4:47  |
| 8.                      | 「ローリング・ジェット・サンダー」 | 真島昌利             | 2:17  |
| 9.                      | 「罪と罰」                         | 甲本ヒロト           | 3:17  |
| 10.                     | 「ハスキー（欲望という名の戦車）」 | 甲本ヒロト           | 3:03  |
| 11.                     | 「青春」                           | 真島昌利             | 3:11  |
| 12.                     | 「十四才」                         | 甲本ヒロト           | 6:13  |
| 13.                     | 「いかすぜOK」                     | 真島昌利             | 4:45  |
| 14.                     | 「Too Late To Die」                | 甲本ヒロト           | 3:07  |
| 15.                     | 「夏なんだな」                     | 真島昌利             | 2:59  |
| 16.                     | 「日曜日よりの使者」               | 甲本ヒロト           | 6:13  |
| 17.                     | 「荒野はるかに」                   | 真島昌利             | 4:20  |
| 18.                     | 「サンダーロード」                 | 甲本ヒロト           | 3:30  |
| 合計時間:               | 合計時間:                          | 合計時間:            | 72:33 |

### 楽曲解説
1. 「ミサイルマン」
1stシングル。
1stアルバムや1stシングルに収録されているものとは別ミックス。
2. 「スーパーソニックジェットボーイ」
3rdシングル。
3. 「胸がドキドキ」
4thシングル。
原曲とはミックスが異なるほか、フェードアウトしない形になっている。
4. 「相談天国」
5thシングル。
5. 「ロッキンチェアー」
6thシングル。
アルバム「Tigermobile」収録のバージョン。
6. 「月光陽光」
8thシングル。
7. 「千年メダル」
9thシングル。
8. 「ローリング・ジェット・サンダー」
11thシングル。
アルバム初収録曲。
9. 「罪と罰」
12thシングル。
10. 「ハスキー（欲望という名の戦車）」
13thシングル。
11. 「青春」
14thシングル。
12. 「十四才」
16thシングル。
13. 「いかすぜOK」
18thシングル。
ベストアルバムflip flop2収録の「Radio Edit」バージョン。
14. 「Too Late To Die」
19thシングル。
15. 「夏なんだな」
21stシングル。
16. 「日曜日よりの使者」
22ndシングル。
17. 「荒野はるかに」
23rdシングル。
18. 「サンダーロード」
26thシングル。
アルバム初収録。

## 参加ミュージシャン
THE HIGH-LOWS
- 甲本ヒロト ：ボーカル、ブルースハープ
- 真島昌利：ギター、コーラス
- 調先人：ベース、コーラス
- 大島賢治：ドラムス、コーラス